# Distrito electoral federal 8 de Guanajuato
El VIII Distrito Electoral Federal de Guanajuato es uno de los 300 distritos electorales en los que se encuentra dividido el territorio de México para la elección de diputados federales y uno de los quince en los que se divide el estado de Guanajuato. Su cabecera es la ciudad de Salamanca.
Desde el proceso de distritación de 2017 llevado a cabo por el Instituto Nacional Electoral está integrado por el municipio de Salamanca, el municipio de Santa Cruz de Juventino Rosas y el municipio de Villagrán.

## Distritaciones anteriores

### Distritación 1996 - 2005
Entre 1996 y 2005 el Octavo Distrito se localizaba en la misma zona y la única diferencia a su integración actual era que el municipio de Santa Cruz de Juventino Rosas no lo integraba, sino únicamente los de Pueblo Nuevo, Salamanca y Villagrán.

### Distritación 2005 - 2017
Entre 2005 y 2017 el octavo Distrito Electoral de Guanajuato se localiza en la zona centro del estado, y está formado por el territorio íntegro de los municipios de Pueblo Nuevo, Salamanca, Santa Cruz de Juventino Rosas y Villagrán.

## Diputados por el distrito
| Diputado                                         | Grupo parlamentario | Legislatura         | Periodo     |
| ------------------------------------------------ | ------------------- | ------------------- | ----------- |
| Guillermo Prieto                                 | Liberal             | III                 | 1863 - 1865 |
| Manuel Peña                                      |                     | IV                  | 1867 - 1868 |
| Braulio Carballar                                |                     | V                   | 1869 - 1871 |
| Vacante                                          | Vacante             | VI                  | 1871 - 1873 |
| Luis Sámano                                      |                     | VII                 | 1873 - 1875 |
| Manuel Peña                                      |                     | VIII                | 1875 - 1878 |
| Rafael Domínguez                                 |                     | IX                  | 1878 - 1880 |
| Octavio Rosado                                   |                     | X                   | 1880 - 1882 |
| Francisco de P. Barroso                          |                     | XI                  | 1882 - 1884 |
| Francisco G. Cosmes                              |                     | XII                 | 1884 - 1886 |
| Carlos de Olaguibel y Arista                     |                     | XIII                | 1886 - 1888 |
| Francisco de P Castañeda                         |                     | XIV                 | 1888 - 1890 |
| Carlos de Olaguibel y Arista                     |                     | XV                  | 1890 - 1892 |
| Luis Olivo                                       |                     | XVI                 | 1892 - 1894 |
| Pablo Escandón y Barrón                          |                     | XVII XVIII          | 1894 - 1898 |
| Alejandro Elguézabal                             |                     | XIX XX XXI          | 1898 - 1904 |
| Manuel Guillén                                   |                     | XXII                | 1904 - 1906 |
| Vacante                                          | Vacante             | XXIII               | 1906 - 1908 |
| Francisco Fernández Castelló                     |                     | XXIV                | 1908 - 1910 |
| Melchor Ayala                                    |                     | XXV                 | 1910 - 1912 |
| Manuel Malo y Juvenal                            |                     | XXVI                | 1912 - 1913 |
| Hilario Medina                                   | Izquierdista        | Constituyente XXVII | 1916 - 1918 |
| Manuel Gutiérrez de Velasco                      |                     | XXVIII              | 1918 - 1920 |
| Enrique Bordes Mangel                            |                     | XXIX                | 1920 - 1922 |
| José J. Razo                                     |                     | XXX                 | 1922 - 1924 |
| Ignacio García Téllez                            |                     | XXXI                | 1924 - 1926 |
| Francisco Ramírez Escamilla                      |                     | XXXII               | 1926 - 1928 |
| José Rodríguez G.                                | PRG                 | XXXIII              | 1928 - 1930 |
| Ernesto Hidalgo Ramírez                          | CI                  | XXXIV               | 1930 - 1932 |
| David Ayala                                      |                     | XXXV                | 1932 - 1934 |
| Mariano M. Vértiz                                |                     | XXXVI               | 1934 - 1937 |
| Antolín Piña Soria                               |                     | XXXVII              | 1937 - 1940 |
| Adolfo Martínez G.                               |                     | XXXVIII             | 1940 - 1943 |
| El VIII distrito es suprimido entre 1943 y 1952. |                     |                     |             |
| Rodrigo Moreno Zermeño                           |                     | XLII                | 1952 - 1955 |
| Agustín Arroyo Damián                            |                     | XLIII               | 1955 - 1958 |
| Luis Ferro Medina                                |                     | XLIV                | 1958 - 1961 |
| José López Bermúdez                              |                     | XLV                 | 1961 - 1964 |
| Agustín Arroyo Damián                            |                     | XLVI                | 1964 - 1967 |
| Manuel Orozco Yrigoyen                           |                     | XLVII               | 1967 - 1970 |
| Roberto Suárez Nieto                             |                     | XLVIII              | 1970 - 1973 |
| Ignacio Vázquez Torres                           |                     | XLIX                | 1973 - 1976 |
| Graciela Meave Torrescano                        |                     | L                   | 1976 - 1979 |
| Ofelia Ruiz Vega                                 |                     | LI                  | 1979 - 1982 |
| Luis Dantón Rodríguez                            |                     | LII                 | 1982 - 1985 |
| Jaime Martínez Jasso                             |                     | LIII                | 1985 - 1988 |
| José Mendoza Márquez                             |                     | LIV                 | 1988 - 1991 |
| Mauricio Wolnitzer Clark y Ovadía                |                     | LV                  | 1991 - 1994 |
| Josefina Balleza Sánchez                         |                     | LVI                 | 1994 - 1997 |
| Rogelio Chabolla García                          | [ a ]               | LVII                | 1997 - 2000 |
| Juan Alcocer Flores                              |                     | LVIII               | 2000 - 2003 |
| Carla Rochín Nieto                               |                     | LIX                 | 2003 - 2006 |
| Antonio Vega Corona                              |                     | LX                  | 2006 - 2009 |
| Tomás Gutiérrez Ramírez                          |                     | LXI                 | 2009 - 2012 |
| Genaro Carreño Muro                              |                     | LXII                | 2012 - 2015 |
| Karina Padilla Ávila                             |                     | LXIII               | 2015 - 2018 |
| Justino Arriaga Rojas                            |                     | LXIV LXV            | 2018 -      |

## Resultados electorales

### 2009
| Elecciones federales de 2009 | Elecciones federales de 2009                   | Elecciones federales de 2009 | Elecciones federales de 2009    | Elecciones federales de 2009 | Elecciones federales de 2009 |
| Partido/Coalición            | Partido/Coalición                              | Candidato                    | Candidato                       | Votos                        | Porcentaje                   |
| ---------------------------- | ---------------------------------------------- | ---------------------------- | ------------------------------- | ---------------------------- | ---------------------------- |
|                              | Partido Acción Nacional                        |                              | Tomás Gutiérrez Ramírez         |                              |                              |
|                              | Partido Revolucionario Institucional           |                              | José Jaime Galván               |                              |                              |
|                              | Partido de la Revolución Democrática           |                              | Tomás Meléndez Torres           |                              |                              |
|                              | Coalición Salvemos a México (PT, Convergencia) |                              | Rubén Vázquez Martínez          |                              |                              |
|                              | Partido Verde Ecologista de México             |                              | Bernabé Rafael Mercado Ibarra   |                              |                              |
|                              | Partido Nueva Alianza                          |                              | Francisco Javier González Mijes |                              |                              |
|                              | Partido Socialdemócrata                        |                              | Ricardo Mendoza Guerrero        |                              |                              |